# アキナ (曲)
「アキナ」は、村下孝蔵の楽曲。1991年3月21日にCBSソニーよりシングルが発売された。中森明菜への応援歌。

## 解説
村下のデビュー12年目、18枚目のシングルとして発売された。また、同年に発売したスタジオ・アルバム『新日本紀行』の3曲目として収録された。
曲名の「アキナ」は歌の中では女性の名前として仮託された名であるが、村下はスキャンダルで芸能活動を約1年間休止していた中森明菜を元気づける意味あいで作っており、そこから「アキナ」の曲名がついたという。中森本人へ直接その思いを伝えることができないままの村下であったが、中森の歌に対するリスペクトを歌で返せたという満足感が得られていたという。

## 収録曲
- 全曲、作詞・作曲:村下孝蔵／編曲:水谷公生

1. アキナ
2. タカハシ

## 参考資料
- 『七夕夜想曲〜村下孝蔵最高選曲集 其の壱』（ライナーノーツ）村下孝蔵、Sony Music Direct、2009年8月。MHCL 20039。 – 初盤は2005年6月